# Abbasso la ricchezza!
Abbasso la ricchezza! es una película italiana de 1946 dirigida por Gennaro Righelli.

## Trama
Gioconda Perfetti, una verdulera romana, que tras enriquecerse en la posguerra con el estraperlo, consigue que le asignen una espléndida villa deshabitada, propiedad del conde Ghiani, quien fue evacuado durante la guerra.
Pero al retorno del conde Ghiani, Gioconda, denunciada a la policía sólo logra que le asignen los sótanos de la villa, pero la cohabitación entre los dos es difícil, entre otras cosas Gioconda ha llevado a su hermana Lucia, al administrador Nicola, a la camarera Anna y un soldado americano que está prometido con su hermana.
Gioconda, entre tanto, invierte su fortuna en todo género de negocios y por último compra un anillo robado que le causará grandes disgustos con la policía, será entonces el conde Ghiani quién la ayudará evitándole la cárcel.
Gioconda pierde todo el dinero invertido por lo que deberá volver a su antiguo trabajo de verdulera, abandonando el proyecto de comprar la villa.
La hermana, tras ser abandonada por su novio americano, vuelve con su primer amor Nino, un joven modesto.
También la esperanza de Gioconda en su amor por el conde se desmorona al partir éste.

## Reparto
- Anna Magnani: Gioconda Perfetti

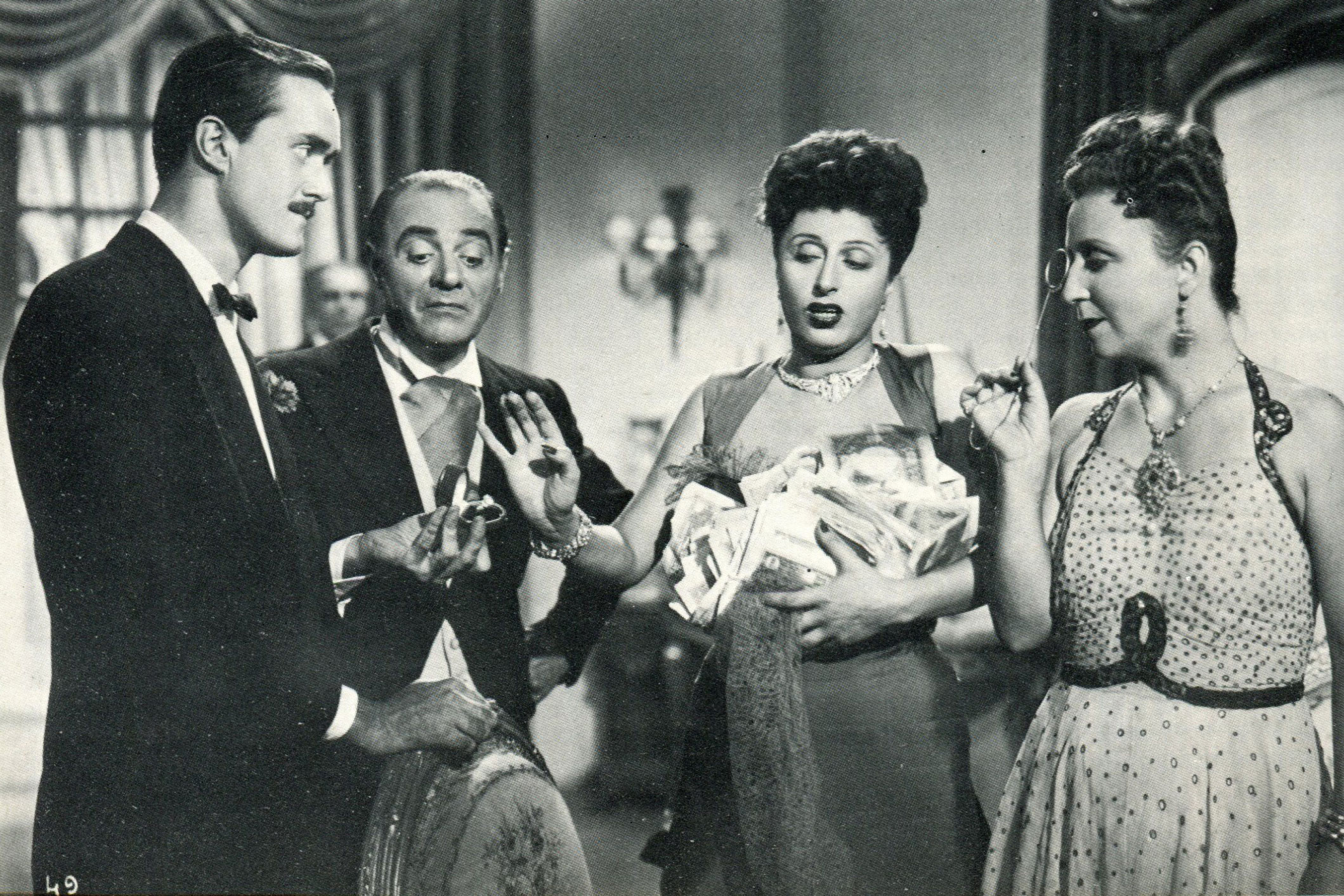
Galeazzo Benti, Virgilio Riento, Anna Magnani y Dina Romano en un fotograma de la película.

- Vittorio De Sica: el conde Ghirani
- Virgilio Riento:[2] Don Nicola
- Laura Gore:[3] Anna, la sirviente
- Lauro Gazzolo:[4] el comisario Bardacò
- Vittorio Mottini: Nino
- Galeazzo Benti:[5] Rorò
- Checco Durante:[6] verdulero
- Zora Piazza: Lucia, hermana de Gioconda
- Dina Romano[7]
- Anita Durante:[8] Caterina
- Enrico Glori:[9] comisario
- Maria Grazia Francia:[10]
- Giuseppe Porelli:[11] el administrador
- Edda Soligo:[12] Zefira